# Línea 36 de TMB
La línea 36 es una línea regular de autobús urbano de la ciudad de Barcelona, gestionada por la empresa TMB. Hace su recorrido entre el Pº. Marítimo y Can Dragó (C.C. Heron City), con la implantación de la segunda fase de la NXB el 18/11/13.

## Horarios
| 36         | Primer servicio A: Can Dragó | Primer servicio A: Pº Marítimo | Último servicio A: Can Dragó | Último servicio A: Pº Marítimo |
| Laborables | 05:00                        | 05:00                          | 23:10                        | 22:25                          |
| Sábados    | 06:00                        | 06:00                          | 23:10                        | 22:25                          |
| Festivos   | 07:00                        | 07:00                          | 23:10                        | 22:25                          |

## Otros datos
| Prestación                   | Disponibilidad en la línea |
| ---------------------------- | -------------------------- |
| Adaptada a                   | Sí                         |
| TMB iBus (tiempo de espera ) | Sí                         |
| Pantallas informativas       | Sí                         |
| Línea de tránsito rápido     | No                         |
| Circula en días festivos     | Sí                         |